# Christian Klar
Christian Klar (ur. 20 maja 1952 we Fryburgu Bryzgowijskim) – terrorysta niemieckiej lewicowej Frakcji Czerwonej Armii (RAF).

## Życiorys
Klar został aresztowany w listopadzie 1982 roku za współudział w zastrzeleniu federalnego prokuratora generalnego Siegfrieda Bubacka i prezesa Dresdner Banku Jürgena Ponto oraz w porwaniu i zamordowaniu szefa związku pracodawców Hannsa Martina Schleyera. Przy zamachu na Bubacka i porwaniu Schleyera terroryści zabili również sześciu ich ochroniarzy i kierowców. Christian Klar wyszedł na wolność 19 grudnia 2008 po 26 latach pobytu w więzieniu.